# فضلویه
فضلویه یا نظام‌الدین فضل‌الله فضلویه حسنویه  نام سردودمان حکام  ساسانی ملوک شبانکاره است.
ملوک شبانکاره فارس که بنیانگذار آن فضل بن علی بن حسن ایوب می‌باشند از نسل اردشیربابکان سردودمان پادشاهان ساسانی بودند که در برخی کتب عهدقدیم به اتابکان شبانکاره، اتابکان فضلویه نیز گفته‌اند که این سلسله ملوک فضلویه شبانکاره را نباید با اتابکان لربزرگ که از نسل فضلویه می‌باشد اشتباه گرفت. بر این اساس ملوک شبانکارگان منطقه پارس نیز ۱۵ تن بوده‌اند به ترتیب زیر حکومت کرده‌اند:
1. فضلویه از ۴۴۸ تا ۴۵۹ ه‍.ق
2. صالح الدین یحیی بن حسن از ۴۵۹...
3. نظام الدین محمود بن صالح الدین یحیی از …
4. قطب الدین مبارز… تا ۶۲۴ ه‍.ق
5. ملک مظفرالدین محمدبن المبارز از ۶۲۴ تا ۶۵۸ ه‍.ق
6. قطب الدین مبارزبن ملک مظفرالدین از۶۵۸ تا ۶۵۹ ه‍.ق
7. نظام الدین حسن بن محمد مظفرالدین از ۶۵۹ تا ۶۶۲ ه‍.ق
8. نصرةالدین ابراهیم برادر نظام الدین حسن. از ۶۶۲ تا ۶۶۴ ه‍.ق
9. جلال الدین طیب شاه از ۶۶۴ تا ۶۸۱ ه‍.ق
10. بهاالدین اسماعیل برادر طیب شاه. از ۶۸۱ تا ۶۸۸ ه‍.ق
11. نظام الدین حسن بن طیب شاه. از ۶۸۸ تا ۷۲۵ ه‍.ق
12. نصرةالدین ابراهیم بن اسماعیل. از ۷۲۵ تا…
13. ملک رکن الدین حسن. از…
14. تاج الدین جمشید بن اسماعیل از ۷۳۵ تا حدود ۷۴۲ ه‍.ق
15. ملک اردشیر. از ۷۴۲ تا ۷۵۶ ه‍.ق